# 東華門
39°54′54″N 116°24′05″E / 39.915068°N 116.401395°E

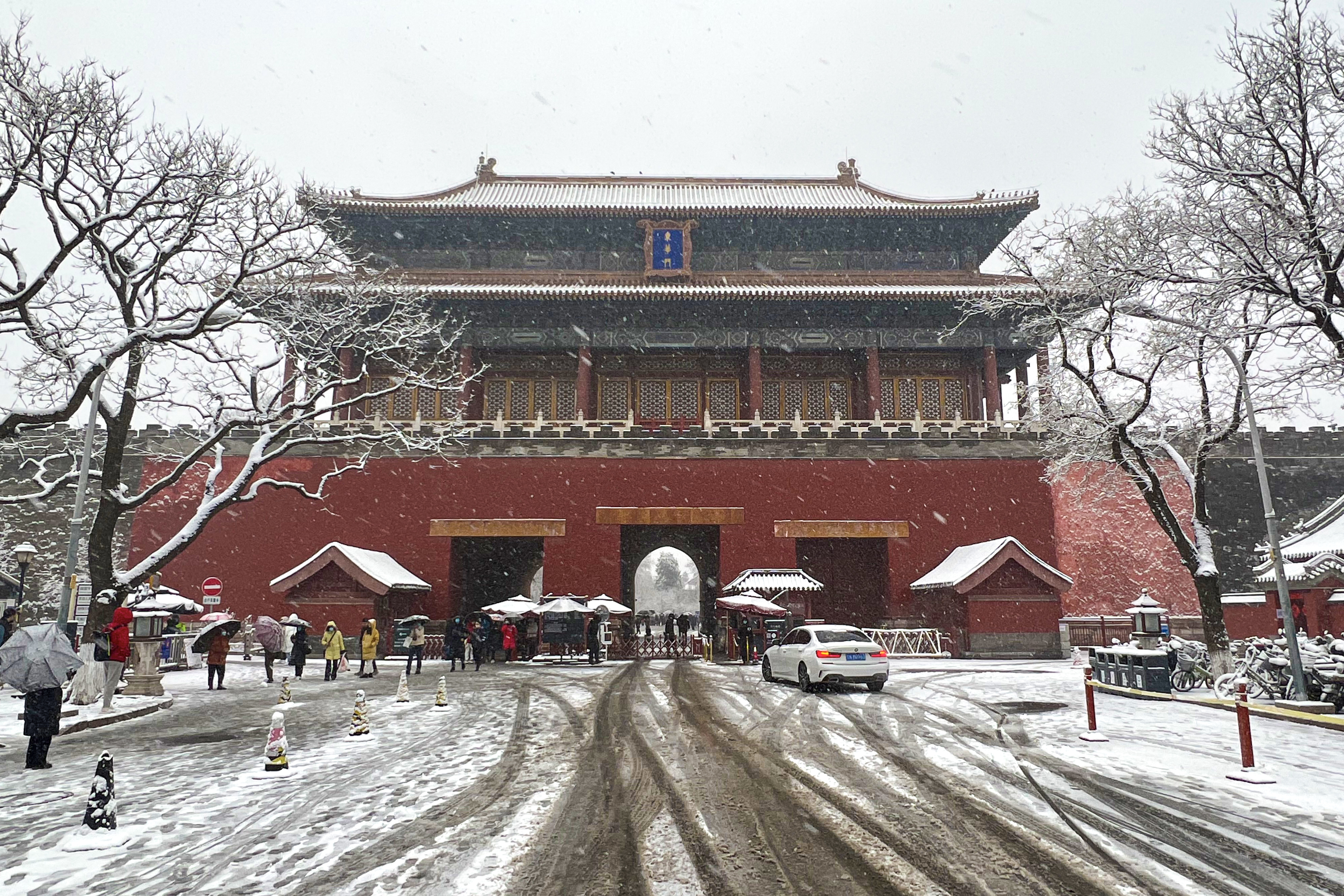
东华门外侧（东侧）。可见门上的“东华门”汉文匾额

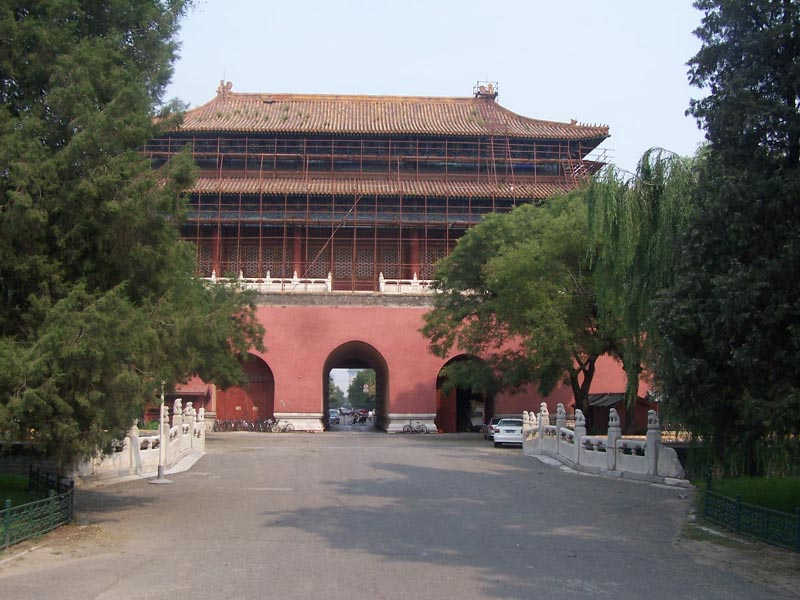
东华门内侧（西侧）。可见门内的内金水河上的石桥

东华门，为紫禁城东门，位于紫禁城东城墙偏南，现为故宫博物院除神武门外的另一个游客出口。

## 历史
东华门始建于明朝永乐十八年（1420年）。
清朝乾隆二十三年（1758年）起，东华门门楼开始用于安放阅兵时用的棉甲，每隔一年将这些棉甲抖晾一次。乾隆二十八年三月（1763年），乾隆帝下旨在东华门外的护城河边空闲围房中选用70间，设仓廒，用来贮存太监应领米石，赐名“恩丰仓”。
清朝初年，东华门只准许内阁官员出入，乾隆朝中期，乾隆帝特许年事已高的一、二品大员出入东华门。清朝大行皇帝、皇后、皇太后的梓宫均从东华门出紫禁城，所以民间将东华门俗称为“鬼门”。东华门的门钉和紫禁城其他三门（午门、神武门、西华门）的九路九颗不同，采用八路九颗，内含有阴数，据传也与此有关。清朝嘉庆年间的癸酉之变中，农民军经太监刘得才等人从东华门引入紫禁城，但由于农民军在东华门前与卖煤人争道，情急之下露出了所藏的兵刃，遂被东华门的守门官兵察觉，骤然关闭东华门，故农民军仅十数人闯入东华门，旋即失败。
2015年10月10日，为庆祝故宫博物院建院90周年，故宫博物院开放了午门雁翅楼及东华门和两者间的城墙、慈宁宫及慈宁宫花园、寿康宫、宝蕴楼。其中东华门作为故宫博物院古建筑馆对外开放。故宫博物院古建筑馆分为东华门（主馆区）、东南角楼（角楼专展区）及銮仪卫旧址（石雕展览区），游客从午门经城墙到达东南角楼，再到东华门，途中可俯瞰銮仪卫旧址的石雕展览。
2020年3月16日，东华门遭汽车撞击，损坏了一颗门钉，肇事女司机已经警方带走调查。

## 建筑
东华门坐西朝东，与西华门遥遥对应。东华门外设有下马碑石，东华门的内金水河为南北流向，河上正对着东华门架有石桥一座。东华门以西为文华殿，迤南是銮仪卫的内銮驾库。
东华门和西华门形制相同，平面呈矩形，城台为红色，下设汉白玉须弥座，当中辟有三座券门，券洞为外方内圆。城台上有城楼，黄琉璃瓦重檐庑殿顶，基座四周围以汉白玉栏杆。城楼面阔五间，进深三间，四周出廊，梁枋有墨线大点金旋子彩画。东檐下有“东华门”匾额，原来是满文、蒙古文、汉文三种文字，后来减为满文、汉文两种文字，辛亥革命后仅有铜质汉字。
东华门内南、北两侧各有一座值房。